# 桓宣
桓宣（3世紀—344年8月31日），譙國銍縣人。東晉時期將領，長期駐守东晋与北方政权的邊境，與北方後趙政權發生過多場戰鬥。曾經領兵協助收復襄陽並鎮守和經營襄陽長達十多年，獲得當地人民稱許。但最終因北伐時戰事失利而遭貶職，自己更大受打擊，不久患病而死。

## 生平

### 招降塢主
桓宣初任丞相舍人，為時任丞相的晉元帝的屬官。後豫州有塢主張平和樊雅分別自稱豫州刺史和譙郡太守，並各據一城，聚眾數千人。晉元帝認為桓宣誠實忠厚，而且與二人是同鄉，於是轉桓宣任參軍，命他前去收撫二人。最終二人皆派人隨桓宣回建康表示臣服。後南中郎將王含請桓宣任其參軍。

### 助復豫州
建兴元年（313年），豫州刺史祖逖北伐，屯蘆洲，並派參軍殷乂訪問張平和樊雅，但殷乂輕蔑張平而被殺，二人亦因此勒兵固守，抵禦祖逖。祖逖進攻了一年多後才因利誘張平部將謝浮借機殺死張平而平定張平，但樊雅仍據守譙城。祖逖兵少而只能與樊雅相持不下，於是求救於王含。王含於是派桓宣領兵五百協助，而祖逖見桓宣昔日曾招降樊雅，於是命桓宣招降，最終樊雅態度軟化，曾派兒子及自己親身面前祖逖，祖逖亦派樊雅回城安撫其兵眾。但因樊雅早前與祖逖相拒時曾辱罵對方，於是畏罪不降，再次閉門自守。祖逖於是進攻譙城，同時派桓宣再圖說服樊雅，最終成功令樊雅出降。
桓宣於樊雅出降後回軍，後趙將領石虎知道後率兵圍困譙城，王含於是再派桓宣領兵救援，但石虎知道桓宣來救後撤走，祖逖於是留著桓宣，派他平定當地未服東晉管治的地方勢力。後更遷任譙國內史。
祖逖死後，其弟祖約接任，但永昌元年（322年）東晉爆發王敦之亂，同年石勒趁機南侵豫州，祖約不能抵抗，而朝廷又因忙於內亂而無暇不顧。在石勒的軍事壓力下，祖約決定放棄譙城，自己退守壽春，桓宣反對但不果。

### 忠心事晉
咸和二年（327年），歷陽太守蘇峻以討庾亮為名起兵發動蘇峻之亂，並派人邀約祖約。祖約十分高興，桓宣在勸諫祖約侄兒祖智不果後試圖向祖約直諫，但被拒絕接見。在勸諫失敗後，桓宣與祖約分道揚鑣，不與他一同起兵叛亂。隨後，桓宣率領數千家駐於馬頭山。次年，祖約派祖渙和桓撫進攻鄰近討伐軍大本營尋陽的湓口，途中攻擊馬頭山的桓宣，毛寶率兵救桓宣，最終成功擊敗對方，而桓宣則投奔討伐軍將領溫嶠。蘇峻之亂被平定後，桓宣居於武昌，後因於咸和五年（330年）協助陶侃討伐郭默而獲任命為武昌太守。

### 經營襄陽
同年，後趙荊州監軍郭敬進攻襄陽，南中郎將周撫中石勒之計，以為後趙大軍攻來，恐懼得逃奔武昌，襄陽於是失陷，周撫被免官。桓宣遷任監沔中軍事、南中郎將、江夏相。咸和七年（332年），郭敬攻掠江西地區，太尉陶侃派平西參軍陶斌與桓宣乘虛攻陷樊城，後又在涅水擊敗郭敬援救樊城的軍隊；同時竟陵太守李陽又攻破新野，郭敬逃走，東晉得以重奪襄陽。
戰後，陶侃命桓宣鎮守襄陽。桓宣在襄陽招懷新歸附的民眾，又鼓勵及指導農耕生產，又簡約刑罰和縮減隨從，更用馬車載農具和與民耕作收獲。桓宣前後在襄陽經營了十多年，得到襄陽士民的愛戴。期間曾經數度被後趙侵略，但仍能以寡離眾，加保不失。當時人稱桓宣次於祖逖、周訪。

### 參與北伐
咸康五年（339年），征西將軍庾亮意圖北伐，於是上表任命桓宣都沔北前鋒征討軍事、平北將軍、司州刺史、假節鎮襄陽。隨後石虎曾派七千騎進攻襄陽，更從三面挖地道攻城，桓宣招募精勇士兵，出其不意突襲後趙軍，殺傷數百人並獲鎧馬，成功擊退對方；後又曾派兵到南陽遷八千多人回襄陽。但同年晉兵在邾城失利，毛寶等人兵敗南渡長江時遇溺死，令庾亮北伐計劃大受打擊，庾亮亦於次年去世。
庾亮死後，其弟庾翼隨即繼承兄長的職位。建元元年（343年），庾翼打算傾盡所屬部眾北伐，於是上表任命桓宣都督司梁雍三州荊州之南陽四郡軍事、梁州刺史、持節、平北將軍。朝廷以桓宣前後功動，封竟陵縣男。同年庾翼移鎮襄陽，並命桓宣攻擊後趙將領李羆，但於次年在丹水县戰敗。庾翼因此敗大怒，貶桓宣為建威將軍並移戍峴山。

### 慚憤而卒
桓宣此敗，名聲和實力都大大降低，而且年老有疾，於是以疾請求代王愆期守江陵。庾翼於是以桓宣為鎮南將軍、南郡太守，鎮江陵。但桓宣終因丹水一敗而慚憤成疾，未上任就於八月庚辰日（8月31日）病逝。東晉追贈鎮南將軍。

## 子女
- 桓戎，桓宣子，東晉將領，曾與父親參與蘇峻之亂和討伐郭默，官至新野太守。
- 桓伊，桓宣族子，東晉將領，善吹笛，有「笛聖」之稱。

## 延伸阅读
[在维基数据编辑]
 《晉書·卷081》，出自房玄齡《晉書》